# Селенометионин
Селенометиони́н — природная селеносодержащая аминокислота. L-энантиомер селенометионина, известный как Se-Met (SEM), является важным пищевым источником селена. Он содержится в плодах бразильского ореха, зерновых, соевых бобах и других бобовых. Se-метилселеноцистеин или его γ-глютамил-производное является наиболее значительным источником селена; он содержится в спарже, луке и капусте.
In vivo селенометионин иногда случайным образом включается в пептидную цепь вместо метионина. Селенометионин быстро окисляется. Его антиоксидантная активность обусловлена его способностью нейтрализовать реактивные формы кислорода. Селен и метионин также играют отдельные роли в образовании и рециркуляции глутатиона, ключевого эндогенного антиоксиданта во многих организмах, включая человека.

## Проблемы химии замещения
Селен и сера относятся к халькогенам, и их химические свойства во многом сходны, поэтому замена метионина на селенометионин имеет лишь ограниченное действие на структуру и функцию белка. Однако включение селенометионина в тканевые белки и кератин у крупного рогатого скота, птиц и рыб вызывает щелочную болезнь (алкалоз).
Щелочная болезнь характеризуется истощением, выпадением волос, деформацией и выпадением копыт, потерей жизненных сил и эрозией суставов длинных костей.

## Синтез

Синтез селенометионина.

Для синтеза рацемического селенометионина используется α-бром-γ-бутиролактон. Галоген заменяется на аминогруппу путем реакции с аммиаком. Образующийся бром-водород нейтрализуется гидроксидом бария. При подкислении серной кислотой образуется гидробромид α-амино-γ-бутиролактона. Реакция его кольца с ацетатом калия и этанолом производит дикетопиперазин, который одновременно является диолом с двумя первичными гидроксигруппами. Нуклеофильная замена метилселенидом калия и последующая кислотная обработка затем производит (RS)-селенометионин.

## Применение
Вставка селенометионина в белки вместо метионина облегчает определение структуры белка методом рентгеноструктурного анализа при помощи одно- или мультиволновой аномальной дисперсии. Включение в состав белка тяжёлого атома, как, например, атом селена, позволяет решить фазовую проблему рентгеноструктурного анализа.
Было высказано предположение, что селенометионин, являющийся органической формой селена, легче усваивается организмом человека, чем селенит (неорганическая форма). В ходе клинических испытаний было установлено, что селенометионин усваивается на 19 % лучше, чем селенит.
Противораковое действие селенометионина предположительно обусловлено его способностью к ферментативному (при помощи фермента метиониназы) расщеплению до метанселенола (CH3SeH), который, как предполагается, играет чрезвычайно важную роль в противодействии раку.
Добавка селенометионина (0,3 и 0,7 мг/кг ДЛ-СеМета) в рацион значительно улучшила ростовые показатели, антиоксидантную способность и содержание селена в плазме крови поросят.